# Conus broderipii
Conus broderipii é uma espécie de gastrópode do gênero Conus, pertencente à família Conidae.